# قاسم جعفری (سیاستمدار)
قاسم جعفری (زاده ۱۳۴۷) نماینده دوره نهم مجلس شورای اسلامی از حوزه انتخابیه بجنورد، مانه، سملقان، جاجرم و گرمه بوده‌است.